# کلاته نصیر
کلاته نصیر روستایی در دهستان قائن بخش مرکزی شهرستان قائنات استان خراسان جنوبی ایران است. بر پایه سرشماری عمومی نفوس و مسکن در سال ۱۳۹۰ جمعیت این روستا ۲۳۹ نفر (در ۶۸ خانوار) بوده‌است.